# Katharina Lescailje
Katharyne ou Katharina Lescailje, baptisée à Amsterdam le 26 septembre 1649 et décédée dans sa ville natale le 8 juin 1711, est une poétesse, traductrice et vendeuse de livres.

## Biographie
Katharina est la fille de Jacob Lescailje (1611-1679), un poète et vendeur de livres, et d'Aeltje Verwou (1612-1679), vendeuse de livres. Katharina Lescailje demeure célibataire.
Katharina Lescailje, devenue l'une des plus célèbres poétesses néerlandaises du XVIIe siècle, grandit à Amsterdam dans un milieu de libraires et de gens liés au théâtre. Son père, originaire de Dordrecht, a reçu une formation dans l'imprimerie de la famille Blaeu à Amsterdam. À partir de 1645, lui et sa seconde épouse, Aeltje Verwou, dirigent une imprimerie et tiennent une librairie au Middeldam (le Dam - ou « barrage » - actuel) à Amsterdam, dans la maison dite « maison sous la voile ». Katharina Lescailje y vit et travaille toute sa vie. L'entreprise est spécialisée dans les textes littéraires, en particulier ceux des dramaturges amstellodamois. Parmi ses amis, son père compte Jan Vos, Joost van den Vondel et Gerard Brandt. En 1658, Jacob Lescailje devient le fournisseur attitré de travaux d'imprimerie et d'articles de papeterie du théâtre d'Amsterdam.  La boutique devient très vite un lieu de rencontre des personnalités du monde du théâtre d'Amsterdam où l'on discute de sujets littéraires tels que les controverses autour de la société Nil volentibus arduum : « On ne passe pas la porte d'Aeltje ou l'on y voit se côtoyer les poètes,. »

### Une entreprise familiale

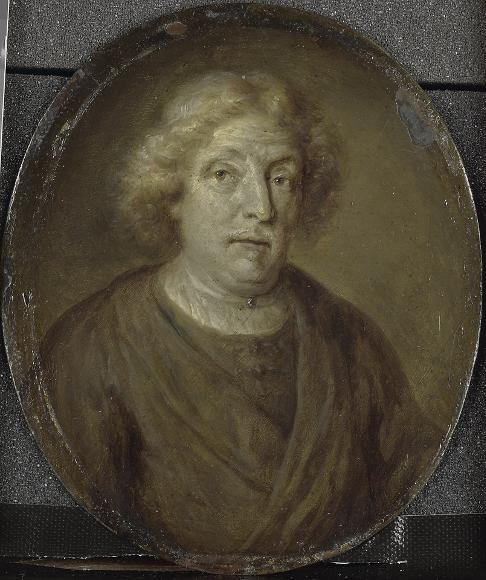
Portrait de Jacob Lescailje, le père de Katharina, par Jan Maurits Quinkhard (coll. Rijksmuseum d'Amsterdam).

Katharina a deux sœurs, Barbara et Aletta, et deux demi-frères, Anthonie et Johannes – son père et sa mère ont chacun un fils d'un précédent mariage.  On ne connaît que peu de choses sur la formation des enfants, mais il est certain que tous les enfants aident au magasin. Dans les années 1670, Anthonie s'établit comme vendeur, entre autres de nombreuses pièces de théâtre, et le fils d'Aeltje, Johannes van Dorsten, travaille pour la famille Blaeu. Il va sans dire que les fils sont destinés à reprendre l'entreprise familiale, mais la mort prématurée de Johannes, survenue lors d'un voyage à Francfort, entrepris pour le compte de son employeur Blaeu, et la faillite d'Anthonie conduisent Jacob Lescailje à la décision de laisser l'entreprise à ses filles. Après la mort de leurs parents en 1679, Katharina Lescailje et ses deux sœurs deviennent « héritières de Jacob Lescailje », sous quel nom elles publient désormais des ouvrages. Barbara, entre-temps mariée avec le relieur allemand Matthias de Wreedt, est, pour autant que l'on sache, guère impliquée dans la gérance de l'entreprise, qu'elle laisse aux bons soins de ses deux sœurs célibataires et de son mari.
Après la mort de Barbara Lescailje (vers 1680) et de Matthias de Wreedt (en 1690), leur fille Susanna hérite d'une des librairies. Après la mort de son père, elle se retire chez ses tantes Katharina et Aletta. Ensemble, elles dirigent une librairie qui rapporte bien, principalement grâce à l'afflux garanti de commandes du théâtre d'Amsterdam. La société continue à fonctionner jusqu'en 1736. À partir de 1712, elle revendique le nom d'« héritiers de J. Lescailje et D. Rank » ; ce dernier est l'époux de Susanna Lescailje de Wreedt. Le magasin sur le Middeldam demeure un important lieu de rencontre du monde des gens de théâtre d'Amsterdam jusqu'en 1729, lorsque passe à un autre imprimeur le privilège de publier les textes des pièces montées au théâtre d'Amsterdam.

### Poétesse

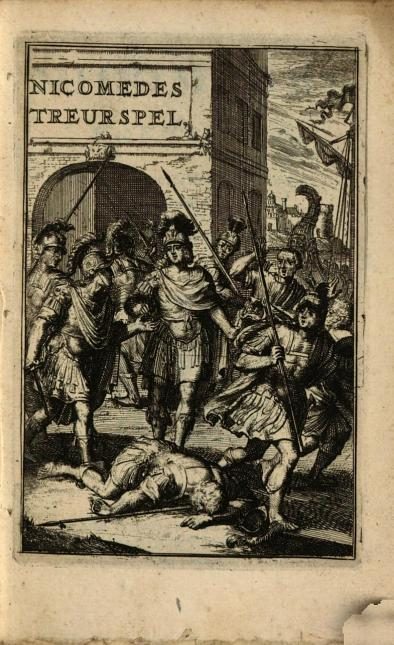
Illustration gravée pour Nicomedes (Nicomède), tragédie traduite de Pierre Corneille par Katharina Lescailje et publiée en 1692

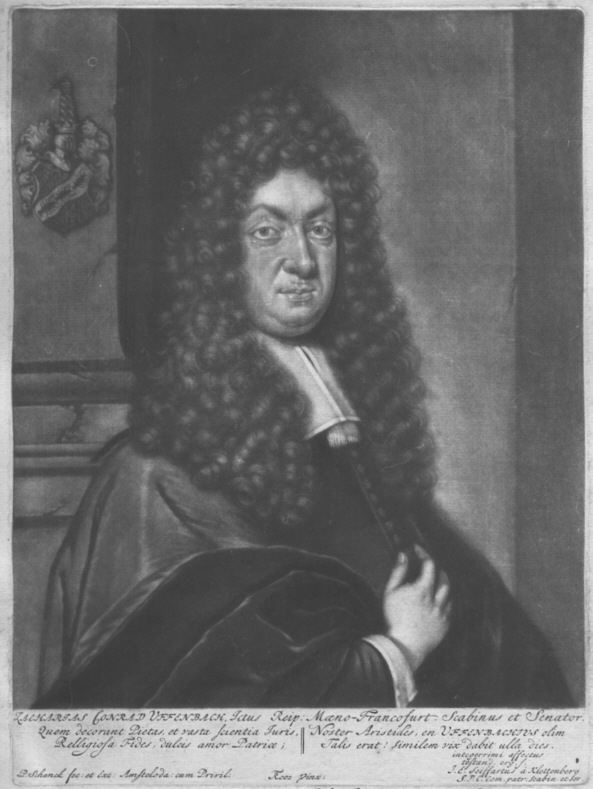
Portrait de Zacharias Conrad von Uffenbach, gravé par Petrus Schenck d'après Franz Roos. Le bibliophile Von Uffenbach visita Katharina Lescailje en mars 1711.

Comme Katharina Lescailje grandit au sein du milieu littéraire de sa maison parentale, il n'est pas étonnant de la voir prendre la plume à un âge précoce. La légende veut que, lorsque son père ait présenté à ses amis littéraires les premiers poèmes de sa fille, produits à l'âge de onze ans, ceux-ci peuvent compter sur leur approbation ; Vondel aurait même prédit un grand avenir à Katharina,. Des premiers travaux de Lescailje, peu sont conservés. On connaît une contribution à l’album amicorum (1672) de Johannes Blasius et quelques poèmes de circonstance publiés par son père. Comme Sara de Canjoncle et Cornelia van der Veer, elle rejoint, vers cette époque, un cercle d'amis où l'on échange régulièrement des poèmes.
Les quelque 300 poèmes réunis dans les œuvres complètes, publiées en 1731, contiennent des exemples de différents genres poétiques pratiqués par Katharina, comme des poésies de cour (« hofdicht ») et dix poèmes religieux, mais plus remarquables encore sont les nombreux poèmes de circonstance, entre autres à l'occasion de mariages, de décès ou d'excursions, qu'elle écrit tout au long de sa vie, notamment une vingtaine sur des événements politiques, mais surtout sur des gens de théâtre et du monde littéraire. En outre, elle acquiert une certaine renommée par ses traductions et ses adaptations de pièces françaises. Au total, elle en a huit à son actif, entre autres Kassandra (Cassandre) de 1684 (d'après Pader d'Assezan), Genserik (Genséric) de 1685 (d'après Antoinette Des Houlières) et Nicomedes (Nicomède) de 1692 (d'après Pierre Corneille). Son dernier ouvrage, Geta of de Broedermoord van Antoninus (Geta ou le Fratricide d'Antonin), d'après Géta de Nicolas de Péchantré, est achevé après sa mort par Johannes Haverkamp et publié en 1713. Les pièces de Lescailje sont régulièrement représentées au théâtre d'Amsterdam jusqu'au XVIIIe siècle. Son œuvre est non seulement appréciée par les spectateurs, mais aussi par de nombreux collègues poètes. Des dramaturges débutants auraient sollicité son avis littéraire.
Pour Lescailje, Vondel est le modèle parfait, dont elle imite très souvent les œuvres, comme son poème sur la mort de son fils Constantijntje (Kinder-lyck) ; pour plusieurs vers pour enfants, Lescailje en emprunte le rythme et, parfois, le choix des mots employés dans les rimes, comme pour le poème d'anniversaire pour Helena van Zon, de mai 1690
Katharina Lescailje doit sa renommée à ses œuvres littéraires, mais aussi à sa qualité de poétesse : celle, exceptionnelle à l'époque, d'être une femme qui produit de la poésie. Au cours de sa vie, elle est considérée comme l'égale de poétesses telles que Maria Tesselschade Roemersdochter Visscher et Catharina Questiers. Lorsque Zacharias Conrad von Uffenbach séjourne à Amsterdam en mars 1711 et qu'il veut rencontrer la poétesse Catharina Questiers, celle-ci étant morte depuis quarante ans, on le renvoie à Katharina Lescailje. Il rapporte : « Elle est une vieille fille, vers la soixantaine, habitant une boutique ou un magasin où l'on ne vend que des comédies. Elle est considérée comme l'une des meilleures poétesses de son temps. » Au printemps de l'année de la visite de Von Uffenbach, Katharina et Aletta doivent faire face à une maladie douloureuse, provoquant des maux causés par la gravelle et un sentiment de suffocation. Si Aletta survit à la maladie - elle meurt en 1725 -, Katharina succombe après s'être alitée pendant plusieurs mois. Sa mort est déplorée par de nombreux dramaturges. Dans une longue série d'éloges funèbres d'auteurs tels qu'Enoch Krook, Balthasar Huydecoper, Pieter Antonie de Huybert, Joan Pluimer et Hermannus Angelkot sont chantées la vie et l'œuvre de cette réincarnation amstellodamoise de Sappho, la vierge de Lesbos.

## Notoriété
La renommée de Katharina comme grande poétesse n'a pas diminué. Ainsi, au cours du XVIIIe siècle, on ne tarit pas d'éloges à son égard. En 1720, Balthasar Huydecoper considère son vers « Haar traanen storten, onder 't storten van haar bloed » (« Ses larmes coulent, lorsque coule aussi son sang ») comme le plus beau que l'on eût jamais créé.
La réputation de Lescailje est sans doute renforcée lorsqu'elle est honorée, comme l'une des premières femmes dans la littérature néerlandaise, par la publication de ses œuvres complètes. Cette édition, intitulée Tooneel- en mengelpoëzy (Poésies diverses et dramatiques), est publiée en 1731 par ses héritiers, Jacob Lescailje et Dirk Rank, et n'a pas seulement été conçue comme hommage à la poétesse, mais aussi comme une arme dans la lutte entre les héritiers - en particulier Dirk Rank - et les administrateurs du théâtre d'Amsterdam pour le privilège de publier des textes dramaturgiques. Après près d'un siècle, les héritiers Lescailje et Dirk Rank ont perdu leur position privilégiée comme imprimeurs du théâtre d'Amsterdam ainsi que le droit d'imprimer les pièces de théâtre. Ils ne peuvent préserver que les droits sur les œuvres de Katharina Lescailje.  Par la publication de ses œuvres, ils veulent donc certainement donner le coup de pied de l'âne aux régents du théâtre.  Le ressentiment de Rank va même si loin qu'en 1736, il précise dans son testament qu'après sa mort, la plupart des copies des œuvres complètes de Katharina Lescailje encore en sa possession devaient être détruites afin d'empêcher les régents du théâtre de faire valoir leurs droits sur celles-ci.
Bien que Jeronimo de Vries parle encore d'elle en des termes assez élogieux en 1810, adhérant à l'opinion d'un Vondel qui a prédit que l'on pouvait attendre d'elle une brillante lumière insolite, Lescailje tombe dans l'oubli au cours du XIXe siècle. Depuis peu, cependant, l'œuvre de Katharina Lescailje jouit d'un regain d'intérêt, non seulement parce qu'elle était une poétesse à succès, mais aussi parce que certains historiens prétendent pouvoir trouver des preuves de sentiments homosexuels de la part de la célibataire Lescailje pour son amie Sara de Canjoncle. Il est frappant de voir que Lescailje écrit un bon nombre de poèmes dans lesquels un homme déclare son amour pour une femme. Ces travestis de sentiments nourrissent la perception de son identité présumée lesbienne et de celle de quelques autres autrices néerlandaises de cette époque.